# Зъхненска каза
Зъхненската каза е каза в Османската империя, част от Сярския санджак на Солунския вилает в началото на XX век. Център на казата е село Зиляхово в историко-географската област Зъхна. 
В 1882 година по Османското салнаме Зъхненската каза има 4799 турци, 9500 българи, 16 684 гърци, 954 цигани и 25 евреи. В 1892 година по Османското салнаме Сярската каза има 7259 души мухамедани и 25 443 немухамедани. Към 1900 година според статистиката на Васил Кънчов („Македония. Етнография и статистика“) казата брои 16 290 българи християни, 14 005 гърци християни, 6260 турци, 3900 турци християни, 1205 цигани, 710 власи и 37 християни арнаути, или общо 42 407 души.
След Балканските войни казата остава в Кралство Гърция.